# جیرجیرک بیشه‌ای سوسنی
جیرجیرک بیشه‌ای سوسنی (نام علمی: Tylopsis lilifolia) نام یک گونه از تیره جیرجیرک‌های بیشه است.